# Katie Bouman

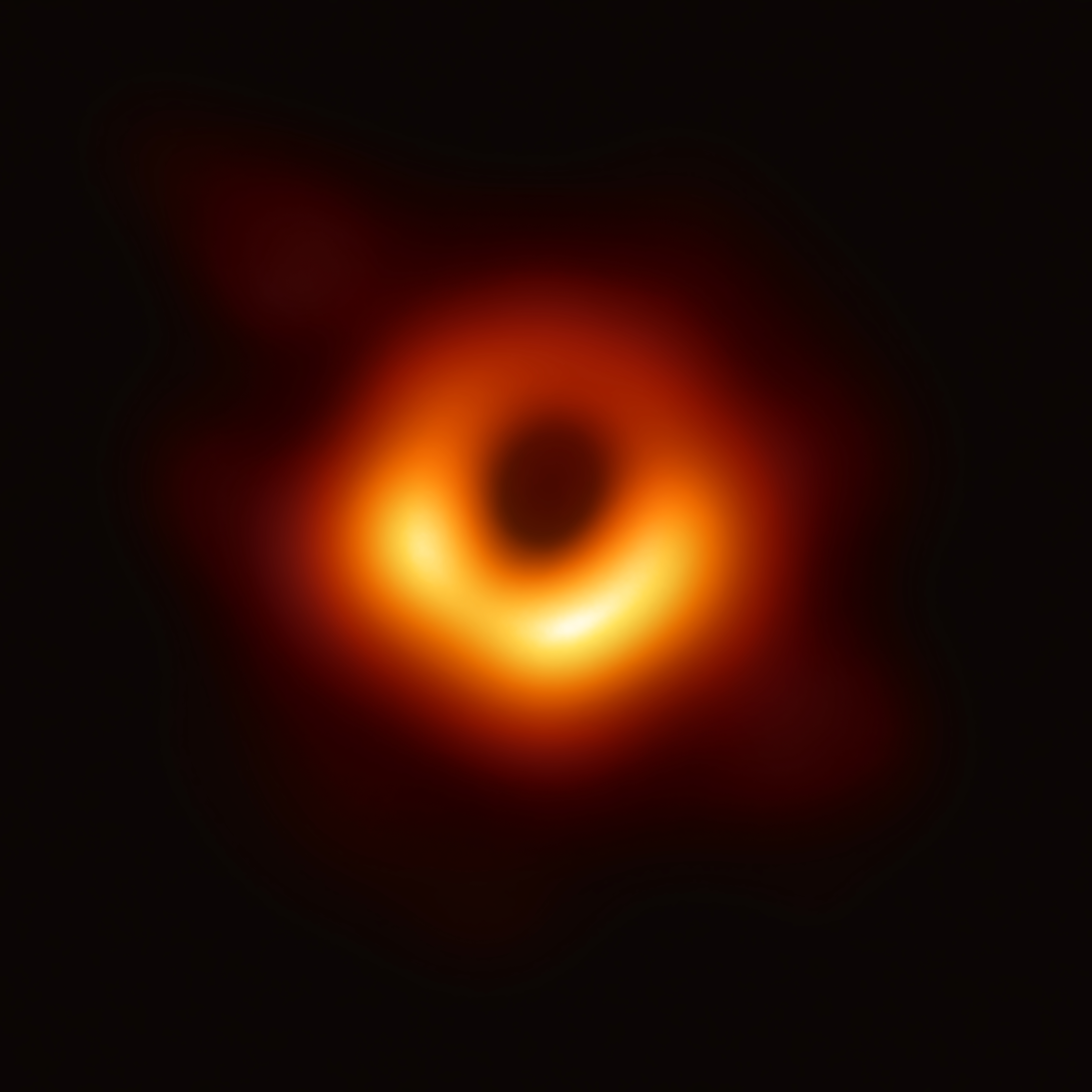
Primera fotografia d'un forat negre creada pel projecte Event Horizon Telescope el 2019.

Katherine Louise Bouman (West Lafayette, Indiana, 9 de maig de 1989), també coneguda com a simplement Katie Bouman, és una científica, professora adjunta d'informàtica de l'Institut de Tecnologia de Califòrnia. Està especialitzada en la investigació sobre mètodes computacionals per a la generació d'imatges a partir de grans quantitats de dades, i és responsable del desenvolupament de l'algorisme que va fer possible la primera visualització d'un forat negre dins del projecte Event Horizon Telescope.

## Educació
Bouman va créixer a West Lafayette, Indiana i es va graduar a la West-Lafayette Junior-Senior High School el 2007. Com a estudiant de secundària, va realitzar investigacions sobre imatges amb professors de la Universitat de Purdue. Tanmateix, va sentir parlar per primera vegada sobre el projecte Event Horizon Telescope quan era estudiant de secundària a la West-Lafayette Junior-Senior High School.
Va estudiar enginyeria elèctrica a la Universitat de Michigan i es va graduar cum laude el 2011. Va obtenir un màster en enginyeria elèctrica al Massachusetts Institute of Technology, on també va completar el seu doctorat. Bouman era membre del MIT Haystack Observatory. Va obtenir una beca de postgrau de la National Science Foundation. La seva tesi de màster, Estimating Material Properties of Fabric through the observation of Motion, va ser guardonada amb el Premi Ernst Guillemin a la millor tesi de màster. Bouman es va unir a la Universitat Harvard com a estudiant de postdoctorat en l'equip de generació d'imatges del projecte Event Horizon Telescope. El 2016 va fer una conferència TEDx, How to Take a Picture of a Black Hole, en la qual va explicar els algorismes que serien utilitzats en el projecte. El 2017 es va doctorar al MIT en informàtica i enginyeria elèctrica.

## Recerca i carrera professional
Bouman es va unir a l'Institut Tecnològic de Califòrnia com a professora ajudant el 2019, dins d'una recerca sobre nous sistemes per a la creació d'imatges computacionals. Va dirigir els esforços en «la verificació d'imatges i la selecció de paràmetres d'imatge» per al projecte Event Horizon Telescope, desenvolupant un algorisme conegut com a «Reconstrucció contínua d'imatges d'alta resolució emprant probabilitats a priori» (Continuous High-resolution Image Reconstruction using Patch priors) o CHIRP. Aquest algorisme es va utilitzar per crear la imatge del forat negre supermassiu dins del nucli de la galàxia Messier 87.
Va llançar la teoria de que els forats negres deixen una ombra de fons de gasos calents. Fou la responsable al MIT de l'algorisme utilitzat en la creació de les primeres imatges d'un forat negre, publicades l'abril de 2019, que van proporcionar suport computacional a l'estudi de la relativitat general en el règim de camp fort.

La fotografia va ser obtinguda a partir d'una xarxa de vuit radiotelescopis situats a diferents punts del món, amb ones de ràdio rebudes per aquests radiotelescopis després de travessar la pols galàctica, i complementada amb un algorisme creat per la mateixa Bouman, que va explicar el procés dient que era com si s'hagués utilitzat tota la terra com un telescopi computacional:
| « | Igual que les ones de ràdio travessen les parets, també travessen la pols galàctica. Mai podríem veure el centre de la nostra galàxia mitjançant longituds d'ona visibles perquè hi ha massa coses entre elles. | » |

Les dades captades pels vuit radiotelescopis no eren suficients i Bouman va crear l'algorisme d'aprenentatge automàtic amb la finalitat d'omplir els buits existents en les dades registrades pels telescopis.
Ha escrit articles per a la revista anglesa Astronomy Now.